# Totentanz
Totentanz er en tysk stumfilm fra 1919 af Otto Rippert.

## Medvirkende
- Karl Bernhard som Frederic Hennekemper
- Arnold Czempin som Dr. Sellin
- Fred Goebel som Harry Free
- Sascha Gura
- Richard Kirsch